# Bodilus sabaeus
Bodilus sabaeus är en skalbaggsart som beskrevs av Henri de Peyerimhoff 1907. Bodilus sabaeus ingår i släktet Bodilus och familjen Aphodiidae. Inga underarter finns listade.